# Marienhospital Herne

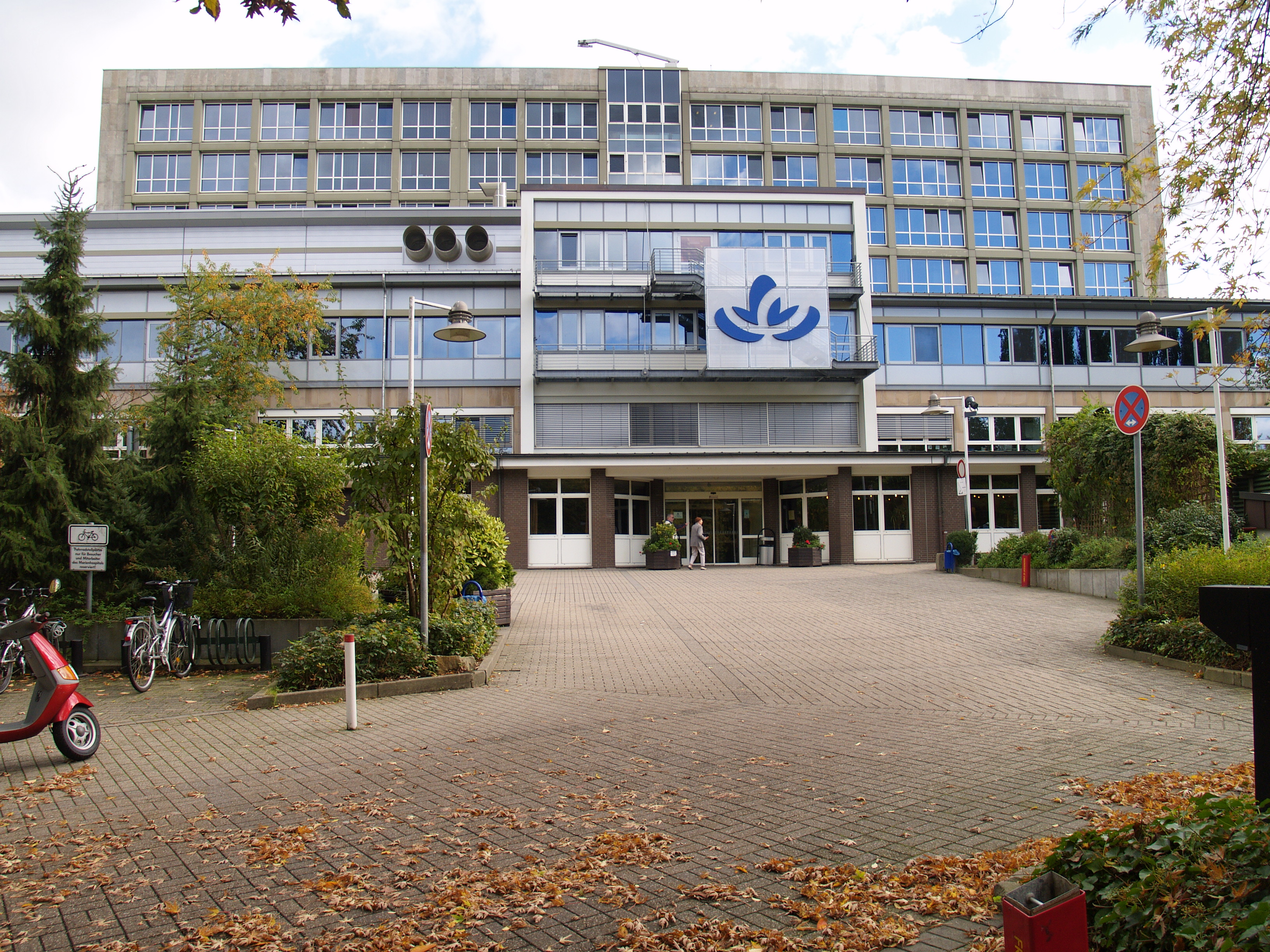
Eingangsbereich an der Westseite (Standort Mitte)

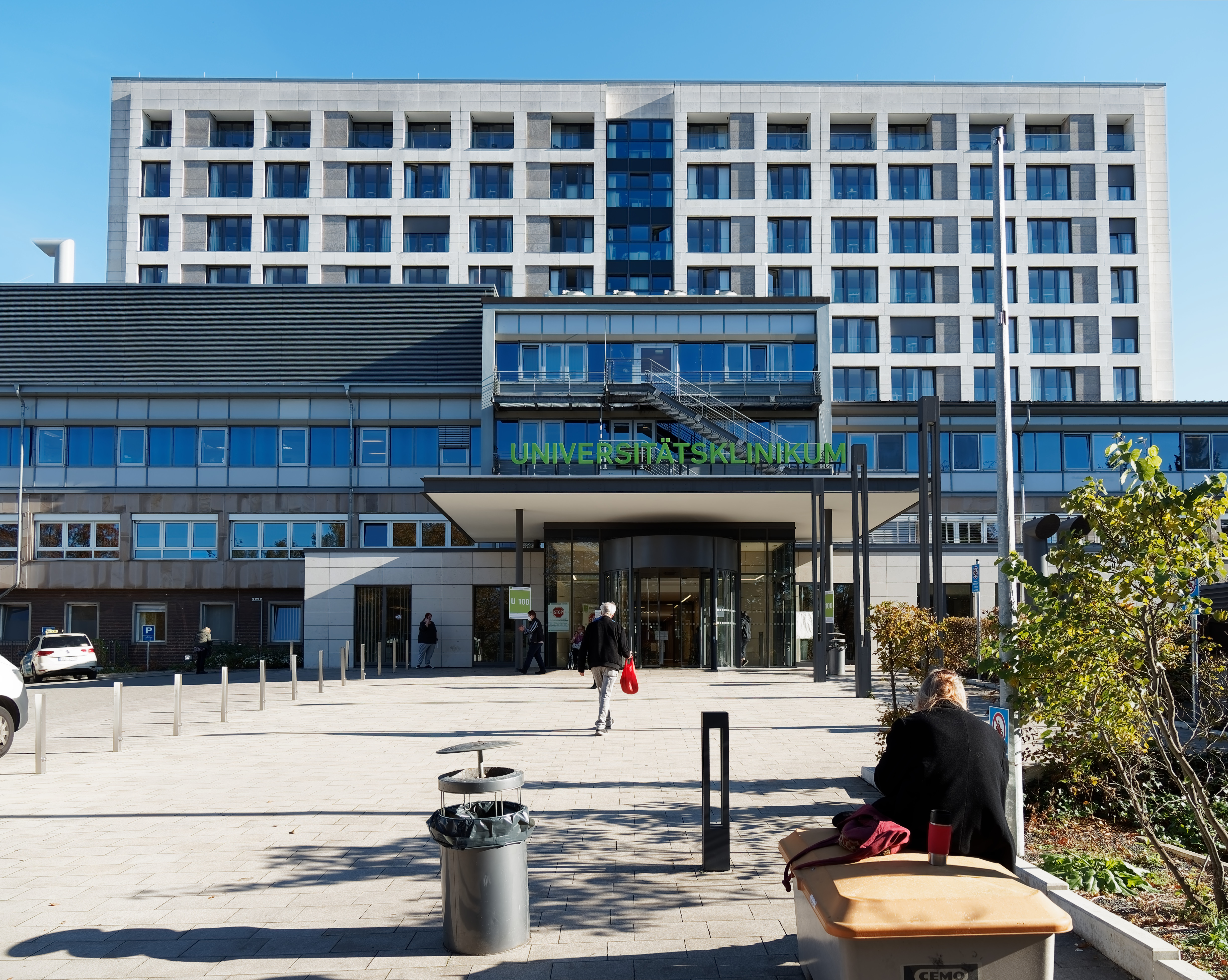
Westseite nach Aufstockung und Umbau 2021

Das Marienhospital Herne, Klinikum der Ruhr-Universität Bochum, ist ein Krankenhaus in Herne. Es untersteht, wie vier weitere Krankenhäuser, der St. Elisabeth Gruppe.

## Geschichte
Das Haus wurde 1883 an der Schulstraße/Marienstraße gegründet. Der Bau wurde unter anderem durch Spenden der Bergwerksgesellschaft Zeche Shamrock und der Gewerken der Zeche Friedrich der Große ermöglicht. Das Krankenhaus hatte zunächst 28 Betten. Es gab zwei Stationen für chirurgische und Innere Medizin. Die Pflege übernahmen drei Barmherzige Schwestern vom Heiligen Vinzenz von Paul zu Paderborn (Vinzentinerinnen). 1902 errichtete man einen Erweiterungsbau an der Marienstraße; die Zahl der Betten stieg auf 180. Nach einer Erweiterung 1925 verfügte man über 302 Betten. 1931 wurde eine Intensivstation eröffnet. Am 29. September 1966 wurde der Neubau am Hölkeskampring eingeweiht. Er verfügte über 457 Betten. Das Marienhospital Herne gehört zur St. Elisabeth Gruppe – Katholische Kliniken Rhein-Ruhr.

## Einrichtung
Das Marienhospital ist ein Krankenhaus der Maximalversorgung verfügte 2016 über insgesamt 575 Betten und hatte 1484 Beschäftigte. Pro Jahr wurde 25.200 Patienten stationär und teilstationär sowie 47.300 Patienten ambulant behandelt. 2022 wurden die 535 Betten von 1.600 Mitarbeitern versorgt.
Die St. Elisabeth Gruppe zählt zu den größten Arbeitgebern der Stadt.
Das Marienhospital Herne ist am Bochumer Modell beteiligt (insbesondere Chirurgie und Innere Medizin) und heute ein Teil des Universitätsklinikums der Ruhr-Universität Bochum. Somit findet am Marienhospital Herne neben der Patientenversorgung auch eine Ausbildung von Medizinstudenten der Ruhr-Universität Bochum statt.
Weitere Fachkliniken sind die Chirurgie (Abteilungen Hand-, Gefäß-, Unfall- und Bauchchirurgie), die Kardiologie (die zweite größte Kardiologie der nach der Kardiologie im Marienhospital Witten), die Nephrologie mit ihrer Dialyseabteilung, die Gastroenterologie mit einem interdisziplinären Bauchzentrum, die Onkologie, die Strahlentherapie, die Radiologie, die Klinik für Schmerztherapie, die Gynäkologie mit integrierter Geburtshilfe, die Urologie, die Klinik für Geriatrie.

## Bedienung ÖPNV
| Linie | Verlauf | Takt (Mo–Fr) | Betreiber |
| ----- | --- | ------------ | --------- |
| 303   | (Wanne-Eickel Hbf – Solbad – Bobenfeld – Holsterhausen Süd –) Regenkamp – Bochumer Str. – Hölkeskampring – Marienhospital – Düngelstr. – Archäologie-Museum/Kreuzkirche – Glockenstr. – Herne Bf (Wanne-Eickel-Regenkamp nur wochentags)                                                               | 30 min       | HCR       |
| 312   | (Wanne Waldfriedhof –) Herne Im Dannekamp – Wanne Markt – Mondpalast – Wanne-Eickel Hbf – Juliastraße/Großmarkt – Herne Bf – Herne Mitte – Kulturzentrum – Hölkeskampring – Marienhospital (→ Flottmann-Hallen) – Herne-Südpool (ab/bis Wanne Waldfriedhof nur samstags, sonn- und feiertags tagsüber) | 20 min       | HCR       |
| 337   | Herne Bf – Herne Mitte – Archäologie-Museum/Kreuzkirche – Krankenhaus Wiescherstr. – Marienhospital – Hölkeskampring – Bochumer Str. – Südstr. – Feldkampstr. Fahrten ab Herne Mitte wochentags, sonntags als Linie 351 und samstags als Linie 321 in Richtung Herne Bf                                | 60 min       | HCR       |
| 366   | Bochum-Langendreer Luchsweg – BO-Langendreer West – Werne – Ruhr-Park – Kirchharpen – Rosenberg – Hiltrop Kirche – Marienhospital Herne – Archäologie-Museum/Kreuzkirche – Herne Mitte – Herne Bf | 60 min       | Bogestra  |
| 367   | (Herne Bf →) Herne Mitte – Archäologie-Museum/Kreuzkirche – Marienhospital – Herne-Südpool – Bochum-Bergen – Hiltrop Fahrten ab Herne Mitte montags bis freitags als Linie 351 und samstags als Linie 321 in Richtung Herne Bf                                                                         | 60 min       | HCR       |